# 106 Herculis
106 Herculis, som är stjärnans Flamsteed-beteckning, är en ensam stjärna i den östra delen av stjärnbilden Herkules. Den har en lägsta skenbar magnitud på ca 4,96 och är svagt synlig för blotta ögat där ljusföroreningar ej förekommer. Baserat på parallaxmätning inom Hipparcosuppdraget på ca 8,5 mas, beräknas den befinna sig på ett avstånd på ca 383 ljusår (ca 118 parsek) från solen. Den rör sig närmare solen med en heliocentrisk radialhastighet på ca –35 km/s.

## Egenskaper
106 Herculis är en röd till orange jättestjärna av spektralklass M0 III. Den har en radie som är ca 44 solradier och utsänder ca 414 gånger mera energi än solen från dess fotosfär vid en effektiv temperatur på ca 3 800 K.
106 Herculis är en pulserande variabel av förmodad halvregelbunden typ (SR:), som har skenbar magnitud +4,9 till 4,95 och varierar med en mycket liten amplitud och en period av minst 40 dygn. Eggleton och Tokovinin (2008) listade den som en misstänkt dubbelstjärna bestående av två ungefär likvärdiga komponenter.